# Copa Libertadores Femenina 2015
La Copa Libertadores Femenina 2015 fue la séptima edición del torneo continental de fútbol femenino, que se disputó por primera vez en Colombia, ya que en las otras 6 ediciones se jugaron en Brasil. La sede inicial fue la ciudad de Medellín.

## Formato
El torneo se llevó a cabo con los campeones de las diez asociaciones nacionales de la Conmebol, el campeón vigente y un cupo adicional para el anfitrión. Los partidos fueron jugados en la ciudad de Medellín. Los equipos se dividieron en 3 grupos, de los cuales clasificaron a semifinales, los primeros de cada grupo, y el mejor segundo.

## Equipos participantes
| País                             | Equipo                     | Vía de clasificación                                                                                                   |
| -------------------------------- | -------------------------- | --- |
| Argentina 1 cupo                 | UAI Urquiza                | Ganador del duelo entre el campeón del Torneo Final de 2014 y campeón del Torneo de 2015                               |
| Bolivia 1 cupo                   | San Martín de Porres       | Campeón del Fútbol Femenino Boliviano 2015                                                                             |
| Brasil 1 cupo + campeón vigente  | São José Ferroviária       | Campeón de Copa Libertadores Femenina 2014 Campeón Campeonato Brasileño de Fútbol Femenino 2014                        |
| Chile 1 cupo                     | Colo-Colo                  | Campeón Torneo Apertura y Clausura 2014                                                                                |
| Colombia 1 cupo + cupo anfitrión | Formas Íntimas Real Pasión | Campeón de la Copa Prelibertadores Femenina Colombia 2015 Subcampeón de la Copa Prelibertadores Femenina Colombia 2015 |
| Ecuador 1 cupo                   | Espuce                     | Campeón de la 1ª Etapa del Campeonato Ecuatoriano de 2015                                                              |
| Paraguay 1 cupo                  | Cerro Porteño              | Campeón del Campeonato Paraguayo 2014                                                                                  |
| Perú 1 cupo                      | Universitario              | Campeón del Campeonato Peruano de Fútbol Femenino de 2014                                                              |
| Uruguay 1 cupo                   | Colón                      | Campeón del Campeonato Uruguayo de 2014                                                                                |
| Venezuela 1 cupo                 | Estudiantes de Guárico     | Campeón del Torneo Inter-Regional Libre 2014/15                                                                        |

## Sedes
Los estadios utilizados en el evento fueron los siguientes:
| Medellín                  | Medellín               | Envigado                  | Girardota                      |
| ------------------------- | ---------------------- | ------------------------- | ------------------------------ |
| Estadio Atanasio Girardot | Estadio Cincuentenario | Estadio Polideportivo Sur | Estadio Municipal de Girardota |
| Capacidad: 44.412         | Capacidad: 2.500       | Capacidad: 14.000         | Capacidad: N/A                 |
|                           |                        |                           |                                |

## Primera fase
Los horarios de los partidos son a GMT-5, hora de Colombia.

### Grupo A
| Equipo                 | Pts. | PJ | PG | PE | PP | GF | GC | DG |
| ---------------------- | ---- | -- | -- | -- | -- | -- | -- | -- |
| São José               | 7    | 3  | 2  | 1  | 0  | 12 | 1  | 11 |
| Estudiantes de Guárico | 4    | 3  | 1  | 1  | 1  | 5  | 5  | 0  |
| Cerro Porteño          | 4    | 3  | 1  | 1  | 1  | 3  | 7  | -4 |
| Real Pasión            | 1    | 3  | 0  | 1  | 2  | 1  | 8  | -7 |

| 29 de octubre de 2015, 14:00 | Real Pasión | 0:0     | Cerro Porteño | Estadio Cincuentenario, Medellín |                                |
|                              |             | Reporte |               | Árbitra: María Laura Fortunato   | Árbitra: María Laura Fortunato |

| 29 de octubre de 2015, 16:00 | São José             | 1:1 (0:1) | Estudiantes de Guárico | Estadio Cincuentenario, Medellín |                         |
|                              | Renata Fernandes 86' | Reporte   | Ysaura Viso 41'        | Árbitra: Melany Bermejo          | Árbitra: Melany Bermejo |

| 31 de octubre de 2015, 14:00 | Real Pasión         | 1:2 (1:1) | Estudiantes de Guárico                      | Estadio Cincuentenario, Medellín |                       |
|                              | Karent Balcazar 13' | Reporte   | Maikerlin Astudillo 43' · Anabel Guzmán 88' | Árbitra: Janette Vera            | Árbitra: Janette Vera |

| 31 de octubre de 2015, 16:00                                                                                      | São José                                                               | 5:0 (2:0) | Cerro Porteño | Estadio Cincuentenario, Medellín |                            |
| | Rita de Cassia 7' 65' 67' · Michele Gomes 14' · Ludmila da Silva 90+2' | Reporte   |               | Árbitra: Claudia Umpiérrez       | Árbitra: Claudia Umpiérrez |
| Partido suspendido a los 50' debido a condiciones climáticas, por lo que se reanudó al día siguiente a las 14:00. |                                                                        |           |               |                                  |                            |

| 2 de noviembre de 2015, 11:00 | Cerro Porteño                                               | 3:2 (1:0) | Estudiantes de Guárico                        | Estadio Municipal, Girardota |                       |
|                               | Amara Safuan 27' · Yennifer Álvarez 66' · Ana Fleitas 90+4' | Reporte   | Paola Villamizar 85' · Milagros Mendoza 90+3' | Árbitra: Paola Barría        | Árbitra: Paola Barría |

| 2 de noviembre de 2015, 11:00 | São José                                                               | 6:0 (3:0) | Real Pasión | Estadio Cincuentenario, Medellín |                      |
|                               | Rita de Cassia 1' 45' · Valdirene Lopes 30' · Francisleide 51' 52' 67' | Reporte   |             | Árbitra: Yohana Haro             | Árbitra: Yohana Haro |

### Grupo B
| Equipo      | Pts. | PJ | PG | PE | PP | GF | GC | DG |
| ----------- | ---- | -- | -- | -- | -- | -- | -- | -- |
| Ferroviária | 7    | 3  | 2  | 1  | 0  | 9  | 0  | 9  |
| UAI Urquiza | 7    | 3  | 2  | 1  | 0  | 6  | 4  | 2  |
| Colón       | 3    | 3  | 1  | 0  | 2  | 6  | 9  | -3 |
| Espuce      | 0    | 3  | 0  | 0  | 3  | 2  | 10 | -8 |

| 29 de octubre de 2015, 9:00 | Ferroviária                                             | 5:0 (3:0) | Espuce | Estadio Municipal, Girardota |                            |
|                             | Juliana Santos 11' · Adriane Dos Santos 17' 20' 67' 90' | Reporte   |        | Árbitra: Eyarlitz Escalona   | Árbitra: Eyarlitz Escalona |

| 29 de octubre de 2015, 12:00 | UAI Urquiza                                         | 4:3 (0:2) | Colón                                           | Estadio Municipal, Girardota |                         |
|                              | Paula Ugarte 47' 50' 52' · Florencia Bonsegundo 84' | Reporte   | Cecilia Domeniguini 22' 79' · Lourdes Viana 32' | Árbitra: Zulma Quiñonez      | Árbitra: Zulma Quiñonez |

| 31 de octubre de 2015, 9:00 | Ferroviária                                                                            | 4:0 (3:0) | Colón | Estadio Municipal, Girardota |                         |
|                             | Daiane Rodrigues 32' · Ana María Barrinha 34' · Tabatha Santos 45' · Rafaela Silva 60' | Reporte   |       | Árbitra: Yeimi Martínez      | Árbitra: Yeimi Martínez |

| 31 de octubre de 2015, 12:00 | UAI Urquiza                             | 2:1 (1:0) | Espuce             | Estadio Municipal, Girardota |                       |
|                              | Paula Ugarte 22' · Victoria Beldine 56' | Reporte   | Karina Pulla 90+2' | Árbitra: Paola Barria        | Árbitra: Paola Barria |

| 2 de noviembre de 2015, 14:00 | Espuce                 | 1:3 (0:2) | Colón                                      | Estadio Cincuentenario, Medellín |                         |
|                               | Doménica Rodríguez 55' | Reporte   | Estefany Suárez 2' · Lourdes Viana 12' 90' | Árbitra: Melany Bermejo          | Árbitra: Melany Bermejo |

| 2 de noviembre de 2015, 14:00 | UAI Urquiza | 0:0     | Ferroviária | Estadio Municipal, Girardota |                         |
|                               |             | Reporte |             | Árbitra: Zulma Quiñonez      | Árbitra: Zulma Quiñonez |

### Grupo C
| Equipo               | Pts. | PJ | PG | PE | PP | GF | GC | DG  |
| -------------------- | ---- | -- | -- | -- | -- | -- | -- | --- |
| Colo-Colo            | 9    | 3  | 3  | 0  | 0  | 11 | 1  | 10  |
| Formas Íntimas       | 6    | 3  | 2  | 0  | 1  | 20 | 3  | 17  |
| San Martín de Porres | 3    | 3  | 1  | 0  | 2  | 8  | 16 | -8  |
| Universitario        | 0    | 3  | 0  | 0  | 3  | 2  | 21 | -19 |

| 28 de octubre de 2015, 11:00 | Colo-Colo                                                         | 4:0 (1:0) | Universitario | Estadio Polideportivo Sur, Envigado |                            |
|                              | Claudia Soto 12' 67' · Gloria Villamayor 48' · Carla Guerrero 79' | Reporte   |               | Árbitra: Claudia Umpiérrez          | Árbitra: Claudia Umpiérrez |

| 28 de octubre de 2015, 15:00 | Formas Íntimas | 9:1 (4:0) | San Martín de Porres | Estadio Atanasio Girardot, Medellín |                      |
|                              | Yisela Cuesta 3' · Oriánica Velásquez 12' · Catalina Usme 15' 71' 77' 90' · Tatiana Castañeda 23' · Geraldine Cardona 48' · Jennifer Peñaloza 73' | Reporte   | Yanina López 65'     | Árbitra: Ana Marques                | Árbitra: Ana Marques |

| 30 de octubre de 2015, 12:00 | Colo-Colo                                                                            | 5:1 (2:1) | San Martín de Porres | Estadio Polideportivo Sur, Envigado |                      |
|                              | Gloria Villamayor 18' 26' · Yanara Aedo 65' · Camila Sáez 71' · Carla Guerrero 90+2' | Reporte   | Olga Sandoval 12'    | Árbitra: Johana Haro                | Árbitra: Johana Haro |

| 30 de octubre de 2015, 15:00 | Formas Íntimas                                                                                                  | 11:0 (3:0) | Universitario | Estadio Atanasio Girardot, Medellín |                      |
|                              | Manuela Vanegas 3' · Yisela Cuesta 20' 45' 49' 70' · Jenifer Peñaloza 48' 64' · Catalina Usme 51' 86' 87' 90+1' | Reporte    |               | Árbitra: Ana Marques                | Árbitra: Ana Marques |

| 1 de noviembre de 2015, 12:00 | Universitario                          | 2:6 (0:3) | San Martín de Porres                                                     | Estadio Polideportivo Sur, Envigado |                            |
|                               | Emily Flores 56' · Rocío Fernández 90' | Reporte   | Yanina López 15' 71' 85' · Patricia Cárdenas 17' · Olga Sandoval 45' 53' | Árbitra: Eyerlitz Escalona          | Árbitra: Eyerlitz Escalona |

| 1 de noviembre de 2015, 12:00 | Formas Íntimas | 0:2 (0:1) | Colo-Colo                | Estadio Atanasio Girardot, Medellín |                                |
|                               |                | Reporte   | Gloria Villamayor 6' 57' | Árbitra: María Laura Fortunato      | Árbitra: María Laura Fortunato |

### Mejor segundo
El mejor segundo de los tres grupos avanza a las semifinales.
| Equipo                 | Pts. | PJ | PG | PE | PP | GF | GC | DG | Grp. |
| ---------------------- | ---- | -- | -- | -- | -- | -- | -- | -- | ---- |
| UAI Urquiza            | 7    | 3  | 2  | 1  | 0  | 6  | 4  | 2  | B    |
| Formas Íntimas         | 6    | 3  | 2  | 0  | 1  | 20 | 3  | 17 | C    |
| Estudiantes de Guárico | 4    | 3  | 1  | 1  | 1  | 5  | 5  | 0  | A    |

## Etapa final
|  | Semifinales            | Semifinales            |   |          | Final                  | Final                  |  |
|  | 5 de noviembre de 2015 | 5 de noviembre de 2015 |   |          | 8 de noviembre de 2015 | 8 de noviembre de 2015 |  |
|  |                        |                        |   |          |                        |                        |  |
|  |                        |                        |   |          |                        |                        |  |
|  | São José               | 0                      |   |          |                        |                        |  |
|  | Ferroviária            | 1                      |   |          |                        |                        |  |
|  |                        |                        |   |          |                        |                        |  |
|  |                        |                        |   |          |                        |                        |  |
|  |                        |                        |   |          | Ferroviária            | 3                      |  |
|  |                        | Colo-Colo              | 1 |          |                        |                        |  |
|  |                        |                        |   |          |                        |                        |  |
|  |                        |                        |   |          |                        |                        |  |
|  |                        |                        |   |          | Tercer lugar           |                        |  |
|  |                        |                        |   |          |                        |                        |  |
|  | Colo-Colo              | 2                      |   | São José | 1 (5)                  |                        |  |
|  | UAI Urquiza            | 0                      |   |          | UAI Urquiza            | 1 (6)                  |  |

### Semifinales
| 5 de noviembre de 2015, 10:00 | São José | 0:1 (0:1) | Ferroviária           | Estadio Polideportivo Sur, Envigado |                            |
|                               |          | Reporte   | Adriane Dos Santos 1' | Árbitra: Eryelitz Escalona          | Árbitra: Eryelitz Escalona |

| 5 de noviembre de 2015, 13:00 | Colo-Colo                            | 2:0 (1:0) | UAI Urquiza | Estadio Polideportivo Sur, Envigado |                            |
|                               | Camila Sáez 41' · Francisca Lara 79' | Reporte   |             | Árbitra: Claudia Umpiérrez          | Árbitra: Claudia Umpiérrez |

### Tercer lugar
| 8 de noviembre, de 2015, 9:00 | São José           | 1:1 (0:0) (5:6 p.) | UAI Urquiza              | Estadio Atanasio Girardot, Medellín |                         |
|                               | Rita de Cassia 89' | Reporte            | Florencia Bonsegundo 90' | Árbitra: Zulma Quiñónez             | Árbitra: Zulma Quiñónez |

### Final
| 8 de noviembre de 2015, 12:00 | Ferroviária                               | 3:1 (3:1) | Colo-Colo               | Estadio Atanasio Girardot, Medellín |                                |
|                               | Tabatha Santos 18' 25' · Ana Barrinha 43' | Reporte   | Gloria Villamayor 45+2' | Árbitra: María Laura Fortunato      | Árbitra: María Laura Fortunato |

|                                 |
| Bandera de Brasil               |
| Campeón Ferroviária 1.er título |

## Estadísticas
Fecha de actualización: 8 de noviembre de 2015
| Equipo | Equipo                 | Pts. | PJ | PG | PE | PP | GF | GC | Dif. | Rend.   |
| ------ | ---------------------- | ---- | -- | -- | -- | -- | -- | -- | ---- | ------- |
| 1      | Ferroviária            | 13   | 5  | 4  | 1  | 0  | 13 | 1  | 12   | 86,66 % |
| 2      | Colo-Colo              | 12   | 5  | 4  | 0  | 1  | 14 | 4  | 10   | 80 %    |
| 3      | UAI Urquiza            | 8    | 5  | 2  | 2  | 1  | 7  | 7  | 0    | 53,33 % |
| 4      | São José               | 8    | 5  | 2  | 2  | 1  | 13 | 3  | 10   | 53,33 % |
| 5      | Formas Íntimas         | 6    | 3  | 2  | 0  | 1  | 20 | 3  | 17   | 66,67 % |
| 6      | Estudiantes de Guárico | 4    | 3  | 1  | 1  | 1  | 5  | 5  | 0    | 44,44 % |
| 7      | Cerro Porteño          | 4    | 3  | 1  | 1  | 1  | 3  | 7  | -4   | 44,44 % |
| 8      | Colón Fútbol Club      | 3    | 3  | 1  | 0  | 2  | 6  | 9  | -3   | 33,33 % |
| 9      | San Martín de Porres   | 3    | 3  | 1  | 0  | 2  | 8  | 16 | -8   | 33,33 % |
| 10     | Real Pasión            | 1    | 3  | 0  | 1  | 2  | 1  | 8  | -7   | 11,11 % |
| 11     | Espuce                 | 0    | 3  | 0  | 0  | 3  | 2  | 10 | -8   | 0 %     |
| 12     | Universitario          | 0    | 3  | 0  | 0  | 3  | 2  | 21 | -19  | 0 %     |

## Tabla de goleadoras
Fecha de actualización: 8 de noviembre de 2015
| Jugadora             | Equipo                 | Goles |
| -------------------- | ---------------------- | ----- |
| Catalina Usme        | Formas Íntimas         | 8     |
| Gloria Villamayor    | Colo-Colo              | 6     |
| Rita de Cassia       | São José               | 6     |
| Yisela Cuesta        | Formas Íntimas         | 5     |
| Adriane Dos Santos   | Ferroviária            | 5     |
| Paula Ugarte         | UAI Urquiza            | 4     |
| Yanina López         | San Martín de Porres   | 4     |
| Jenifer Peñaloza     | Formas Íntimas         | 3     |
| Olga Sandoval        | San Martín de Porres   | 3     |
| Tabatha Santos       | Ferroviária            | 3     |
| Lourdes Viana        | Colón Fútbol Club      | 3     |
| Francisleide         | São José               | 3     |
| Carla Guerrero       | Colo-Colo              | 2     |
| Claudia Soto         | Colo-Colo              | 2     |
| Cecilia Domeniguini  | Colón Fútbol Club      | 2     |
| Florencia Bonsegundo | UAI Urquiza            | 2     |
| Ana María Barrinha   | Ferroviária            | 2     |
| Camila Sáez          | Colo-Colo              | 2     |
| Yanara Aedo          | Colo-Colo              | 1     |
| Francisca Lara       | Colo-Colo              | 1     |
| Estefany Suárez      | Colón Fútbol Club      | 1     |
| Ysaura Viso          | Estudiantes de Guárico | 1     |
| Juliana Santos       | Ferroviária            | 1     |
| Geraldine Cardona    | Formas Íntimas         | 1     |
| Manuela Vanegas      | Formas Íntimas         | 1     |
| Oriánica Velásquez   | Formas Íntimas         | 1     |
| Tatiana Castañeda    | Formas Íntimas         | 1     |
| Renata Fernández     | São José               | 1     |
| Valderne Lopes       | São José               | 1     |
| Maikerlin Astudillo  | Estudiantes de Guárico | 1     |
| Anabel Guzmán        | Estudiantes de Guárico | 1     |
| Paola Villamizar     | Estudiantes de Guárico | 1     |
| Milagros Mendoza     | Estudiantes de Guárico | 1     |
| Karent Balcazar      | Real Pasión            | 1     |
| Victoria Bedini      | UAI Urquiza            | 1     |
| Michele Gomes        | São José               | 1     |
| Karina Pulla         | Espuce                 | 1     |
| Domenica Rodríguez   | Espuce                 | 1     |
| Daiane Rodrigues     | Ferroviária            | 1     |
| Rafaela Silva        | Ferroviária            | 1     |
| Rocío Fernández      | Universitario          | 1     |
| Emily Flores         | Universitario          | 1     |
| Ludmila da Silva     | São José               | 1     |
| Patricia Cárdenas    | San Martín de Porres   | 1     |
| Amara Safian         | Cerro Porteño          | 1     |
| Jennifer Álvarez     | Cerro Porteño          | 1     |
| Ana Fleitas          | Cerro Porteño          | 1     |